# 安德鲁斯·安西普

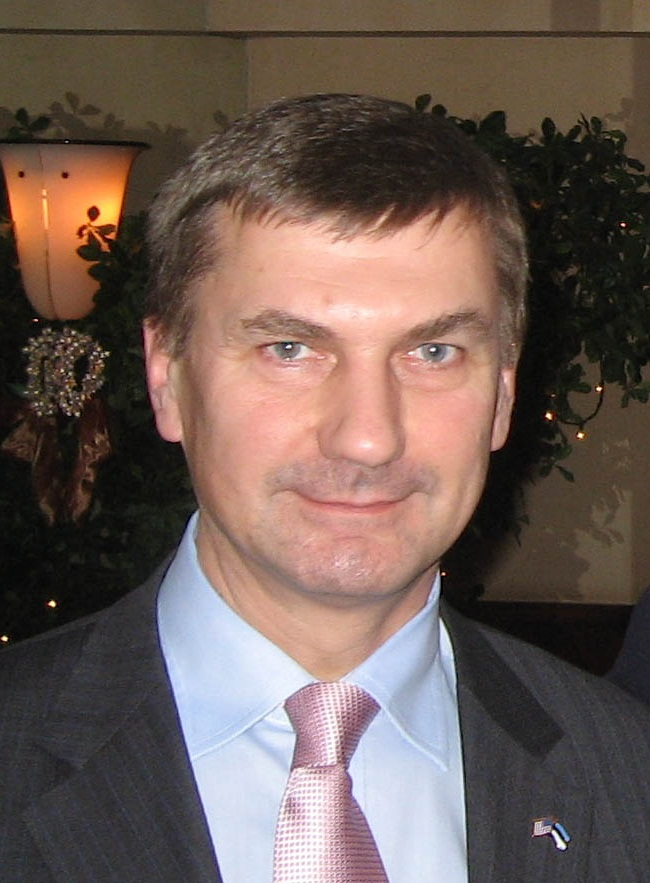
安德鲁斯·安西普

安德鲁斯·安西普（1956年10月1日—）生於爱沙尼亚塔尔图，是爱沙尼亚的一位政治人物，爱沙尼亚改革党主席，2005年至2014年任爱沙尼亚总理。

## 簡歷
生於塔爾圖，1979年畢業於塔爾圖大學化學系，畢業後於塔爾圖大學擔任工程師工作至1983年，1986年至1988年間曾於愛沙尼亞共產黨塔爾圖地區黨委組織工作，之後轉入企業界，曾任職塔爾圖人民銀行（Rahvapank）董事會董事、Livonia Privatisation IF董事會主席以及Fondiinvesteeringu Maakler AS的CEO。同時間他還出任塔爾圖廣播公司的董事長。
1998年安西普代表中右翼的改革黨（Reformierakond）當選塔爾圖市長，並任職至2004年。2004年11月21日安西普出任改革黨主席並進入愛沙尼亞政府出任經濟事務及通信部長，2005年3月出任愛沙尼亞總理。
2014年2月23日安西普宣布將放棄擔任總理一職並於同年3月4日辭職，新總理塔维·罗伊瓦斯於3月26日接任。
安西普夫人安奴·安西普（1956年出生）是一名妇科医生，两人有三个女儿。

## 荣誉

### 爱沙尼亚勋章奖章
- 二等白星勋章（英语：Order of the White Star）（2005年2月2日批准，2005年2月23日颁发[3]）
- 二等国徽勋章（英语：Order of the National Coat of Arms）（2015年2月4日批准，2015年4月7日颁发[4]）

### 外国勋章奖章
- 二等三星勋章（拉脱维亚，2004年10月16日批准，2004年11月17日颁发[5]）